# Omrtvelost
Omrtvelost ali pareza (lat. paresis) je lahna ali nepopolna ohromitev (paraliza). Za omrtvelost je značilna delna izguba gibljivosti ali motena gibljivost. Običajno se nanaša na motnje gibljivosti udov, lahko pa gre tudi za mišice oči (oftalmopareza), želodca (gastropareza) in drugih mišic. Za razliko od ohromitve (paralize) ne gre za popolno izgubo gibljivosti prizadetih mišic.

## Oblike

### Okončine
- monopareza – omrtvelost ene okončine (roke ali noge)
- parapareza – omrtvelost obeh nog
- hemipareza – omrtvelost ene roke in ene noge (na isti strani telesa)
- tetrapareza – omrtvelost vseh štirih okončin

### Druge oblike
- gastropareza – omrtvelost mišičja v želodcu
- oftalmopareza – oblika oftalmoplegije (ohromitve očesnih mišic)
- Bellova pareza – omrtvelost obraznega mišičja zaradi okvare obraznega živca